# Denis O'Brien
Denis O'Brien (né le 19 avril 1958 dans le Comté de Cork) est un entrepreneur irlandais propriétaire de la compagnie de téléphonie mobile Digicel.

## Biographie
M. O'Brien est diplômé de la University College Dublin (B.A. en Histoire et en Politique) et du Boston College (MBA en Finances). O'Brien a reçu un doctorat honorifique de l'University College Dublin.

## Carrière
En novembre 1989, M. O'Brien s’est vu octroyer une licence radiophonique locale pour Dublin (Irlande) et a fondé Radio 2000 Limited (nom commercial de la radio : 98FM). En 1994, M. O'Brien a fondé Radio Investments N.V., propriétaire de six stations de radio émettant sur 14 fréquences en République tchèque. Cette société détient aussi Radio Net, une maison de vente nationale, qui représente 25 stations de radio commerciales indépendantes en République tchèque.
En 2000, la société de M. O'Brien s’est vu octroyer une autre licence radiophonique pour une station radio dublinoise de dance music, Spin FM. Les stations radio de M. O'Brien comptent actuellement plus de 350 collaborateurs répartis entre l’Irlande et la République tchèque. En 1991, il a fondé Esat Telecom en Irlande, qui est devenue la première société à se confronter à l’ancien opérateur téléphonique public, Telecom Eireann (devenu Eircom). Il a également fondé Esat Digifone Limited et s’est vu octroyer la deuxième licence GSM d’Irlande, afin d’entrer en concurrence avec Eircell, la division cellulaire de l’opérateur historique irlandais. En janvier 2001, M. O'Brien a cédé Esat Telecom Group plc à British Telecom Group plc pour un montant de 2,9 milliards de dollars. En novembre 1998, M. O'Brien a été élu premier « Homme d’affaires de l’année » irlandais lors du classement mondial organisé et parrainé par Ernst & Young.
En juin 1999, le Premier Ministre irlandais, M. Bertie Ahern, T.D., a nommé M. O'Brien Président du Comité d'organisation des Jeux olympiques spéciaux d'été 2003, qui se sont déroulés à Dublin en juin 2003 – et pour la première fois de leur histoire hors des États-Unis. Ces Jeux ont été l’événement sportif mondial le plus important de l’année 2003 et ont vu la participation d’athlètes de presque tous les pays. M. O'Brien a cofinancé la création de VersaTel Telecom (deuxième opérateur téléphonique néerlandais) et a apporté un soutien et des conseils en télécommunications à cette société au cours de ses trois premières années d’existence. En 1998, M. O' Brien a fait l’acquisition du golf Quinta do Lago S.A. situé à Algarve (Portugal) et réputé dans le monde entier. Il a récemment consolidé ses investissements dans le monde du golf en faisant l’acquisition de PGA European Tour Courses plc, propriétaire de terrains de golf en Angleterre, en Irlande, en Allemagne, en Suède, en Espagne et au Portugal.
M. O'Brien est administrateur et actionnaire de nombreuses autres sociétés, notamment la Banque d’Irlande, Media Lab Europe, Quinta do Lago S.A. (Portugal), e-via Spa (Italie), Communicorp Group Limited (Irlande) et 360 Networks (Canada).
Grand donateur du Fine Gael, sa proximité avec les élites politique du pays l'aurait aidé à obtenir des contrats avec l’État.

### L'aventure Digicel
Après avoir vendu sa compagnie ESAT fondée en 1995 à British Telecom, Denis O'Brien postule et acquiert une licence de téléphonie GSM à la Jamaïque pour fonder la compagnie Digicel. Lancée en 2001, cette dernière se présente comme l'entreprise leader tant dans la Caraïbe que dans le Pacifique. Au mois de mars 2012, Digicel est présent sur 32 marchés et compte plus de 11 millions d'abonnés.
La compagnie Digicel étant le plus important investissement privé réalisé en Haïti (plus de 600 millions de dollars), Denis O'Brien s'est beaucoup impliqué dans ce pays. Grâce à ses efforts pour la reconstruction du pays ravagé par le séisme du 12 janvier 2010 (O'Brien a entre autres personnellement financé la reconstruction du marché en Fer de Port-au-Prince), il est nommé ambassadeur de bonne volonté de la ville de Port-au-Prince et décoré par le président Michel Martelly. Le 30 mars 2012, sa compagnie Digicel a fait l'acquisition de Comcel, sa principale concurrente sur le marché haitien, pour 97 millions de dollars. Ce qui lui permet de compter plus de 1,5 million d'abonnés supplémentaires et de porter sa part de marché à 80 %.

### Implication dans le Tribunal Moriarty
Le deuxième et dernier rapport du Tribunal Moriarty a constaté que Michael Lowry, ministre d'énergie et des communications, a assisté Denis O'Brien dans sa tentative de décrocher un contrat de téléphone mobile pour Esat Digifone. Le tribunal a jugé que cela est arrivé après Lowry a reçu un paiement de 50 000 $ de O'Brien via un détour, impliquant un agencement complexe de tiers et des comptes offshore. Il a déclaré qu'il était «hors de tout doute» que M. Lowry a donné « des informations de fond à Denis O'Brien, d'une valeur significative et de l'aide à lui assurer la [mobile] licence » pendant au moins deux réunions entre les deux.
Denis O'Brien a rejeté les conclusions énoncées dans le rapport du Tribunal Moriarty le qualifiant de « fondamentalement vicié » car elle est basée sur les opinions et les théories de M. Justice Moriarty et son équipe juridique.

### Entrepreneur de radio
Communicorp Group Ltd a été formée par O'Brien en 1989. Les opérations de radio du groupe sont lancées en Irlande dans la même année, et suivis avec les stations de la République tchèque en 1992. Basé à Dublin, Communicorp est un acteur majeur sur le marché irlandais des médias.

### Location d'avions
En 1999, O'Brien a fondé Aergo Capital Limited - enregistrée à Dublin, avec des bureaux à Nairobi, Singapour, Santiago et Johannesburg. Elle possède et exploite une flotte de 103 avions commerciaux. La société est évaluée à 250 millions de dollars USD, et a des dettes dans la région de 166 millions de dollars USD. O'Brien contrôle environ 83 % des Aergo et, avec son père, il appartient au conseil d'administration. Clients d'Aergo Capital comprennent Alitalia, South African Airways, KLM et DHL. En juillet 2008, a acquis la Aergo Safair avions-division de crédit-bail Holdings impérial pour € 110 millions. Aergo aura plus de 33 de la division des avions et la location d'un autre neuf avions de la société mère.

### Sterling Energy
Denis O'Brien est un actionnaire de Sterling Enery. La société a la production aux États-Unis, et un portfolio de participations d'exploration, principalement en Afrique occidentale.

## Richesse
Sa fortune est estimée, selon le journal Sunday Independent, à 3 milliards d'euros (mars 2012).
Le yacht Nero (en) lui appartient depuis 2014.